# Зоран Якшич
Зоран Якшич (Панчево, 14 квітня 1960 — 30 січня 2025) — сербський вчений, фантаст і перекладач.

## Наукова кар'єра
Зоран має докторську ступінь на факультеті електротехніки в Белграді, науковий керівник Інституту хімії, технології та металургії. Він був багаторічним науковим керівником Центру мікроелектронних технологій і викладачем на факультеті електротехніки в Белграді. Співзасновник Центру передового досвіду, присвяченого техніці мікросистем.
Займається дослідженнями в галузі нанотехнологій (нанофотоніки) та мікросистем. Він є засновником першої сербської дослідницької групи, присвяченої плазмоніці та метаматеріалам. Є організатором великої кількості міжнародних та національних наукових конференцій.
Опубліковано понад 300 наукових публікацій, у тому числі понад 70 статей у міжнародних наукових журналах, одна книга для міжнародного видавництва (Springer Verlag), а також декілька розділів у міжнародних монографіях.

### Вибрані наукові публікації
- Z. Jakšić, Micro and Nanophotonics for Semiconductor Infrared Detectors: Towards an Ultimate Uncooled Device, Springer-Verlag Berlin Heidelberg, ISBN 978-3-319-09673-5, DOI10.1007/978-3-319-09674-2, 2014.
- J. Matović, Z. Jakšić, Bionic (Nano)Membranes, Ch. 2 in «Biomimetics — Materials, Structures and Processes. Examples, Ideas and Case Studies», eds. P. Gruber, D. Bruckner, C. Hellmich, H.-B. Schmiedmayer, H. Stachelberger, and I. C. Gebeshuber, Springer 2011, ISBN 978-3-642-11933-0, doi:10.1007/978-3-642-11934-7, pp. 9-24, 2011.
- Z. Jakšić, Optical metamaterials as the platform for a novel generation of ultrasensitive chemical or biological sensors, in Metamaterials: Classes, Properties and Applications, ed. E. J. Tremblay, Nova Science Publishers, Hauppauge, New York, pp. 1-42, 2010, ISBN 978-1-61668-958-2.
- Z. Jakšić, S. Vuković, J. Buha, J. Matović, Nanomembrane-Based Plasmonics, J. Nanophotonics, Vol. 5, pp. 051818-1-21, 2011, doi:10.1117/1.3609273.
- Z. Jakšić, S. Vuković, J. Matović, D. Tanasković, Negative Refractive Index Metasurfaces for Enhanced Biosensing, Materials, 4 (1), pp. 1-36, 2011; doi:10.3390/ma4010001.
- Z. Jakšić, J. Matović, Functionalization of Artificial Freestanding Composite Nanomembranes, Materials, Vol. 3, pp. 165—200, 2010, doi:10.3390/ma3010165.
- Z. Jakšić, O. Jakšić, Z. Djurić, C. Kment, A consideration of the use of metamaterials for sensing applications: field fluctuations and ultimate performance, J. Opt. A: Pure Appl. Opt. 9, S377–S384, 2007, doi:10.1088/1464-4258/9/9/S16

## Літературна кар'єра
Опублікував понад 80 книг фентезі та наукової фантастики. Якшича називають одним із кількох «найвидатніших з точки зору якості сербських письменників фантастики та наукової фантастики», а його проза характеризується яскраво вираженою незвичайністю, як одним із ключових елементів фентезі.

### Літературознавча бібліографія
Видані книги
- Злодії всесвіту, роман, Dnevnik, Новий Сад, 1987, розширене видання 1997, Polaris, Белград
- Сіверянин, роман, Znak Sagita, 1996, друге видання Everest Media, 2008
- Нікадорський паломник, збірка оповідань, Znak Sagita, Белград, 1992.
- Міністерство тіней, збірка оповідань, Тардіс, 2008.
- Королі, збірка оповідань, Тардіс, 2009.

Важливі антології та літературні добірки
- Темна провінція 1, Белград, редактор: Бобан Кнежевич, Знак Сагіта, Белград, 1987.
- Темна провінція 1a, Белград, редактор: Бобан Кнежевич, Znak Sagita, Белград, 1987.
- Темна провінція 2, під редакцією Бобана Кнежевича, Znak Sagita, Белград, 1992.
- Темна провінція 3, під редакцією Бобана Кнежевича, Znak Sagita, Белград, 1993.
- Темна провінція 4, під редакцією Бобана Кнежевича, Znak Sagita, Белград, 1996.
- Нова сербська художня література, під редакцією Бобана Кнежевича та Сави Дам'янова, SIC, Белград, 1994.
- Моноліт 6, редакцією Бобана Кнежевича, Znak Sagita, Белград.
- Вітчизняна (пост)жанрова фантастика кінця 90-х в Orbis, Kanjiža, редактор: Ілія Бакіч

Він також публікував оповідання в Politikina zabavnik, ИТ новинама, Alef, Pančevac.

### Перекладацька кар'єра
Він переклав з англійської близько тридцяти художніх романів, а також велику кількість довших і коротких оповідань. Також відомий як перекладач культової пентології «Автостопом по Галактиці» Дугласа Адамса. З 1986 року член Асоціації літературних перекладачів Сербії.

## Нагороди та визнання за літературну та перекладацьку діяльність
- Премія «Лазар Комарчич» за перекладацьку діяльність 1986 року. (Путівник по галактиці автостопом)
- Премія «Лазар Комарчич» за найкращий вітчизняний роман 1987 року. (Злодії Всесвіту)
- Премія «Лазар Комарчич» за перекладацьку діяльність 1988 року. (Алея прокляття)
- Премія «Лазар Комарчич» за найкраще вітчизняне оповідання 1991 року. («Я збираю годинники»)
- Премія «Лазар Комарчич» за найкращий вітчизняний роман 1991 року. («Дубрава»)
- Премія «Лазар Комарчич» за найкраще вітчизняне оповідання 1992 року. («Відлуння»)
- Премія «Лазар Комарчич» за найкраще вітчизняне оповідання 1992 року. («На зебрі та ібісі»)
- Нагорода Сербського товариства наукової фантастики за НФ-роман 1996 року. (Злодії Всесвіту)
- Премія «Лазар Комарчич» за найкращий вітчизняний роман 1996 року. (Злодії Всесвіту)
- Премія «Лазар Комарчич» за найкращий вітчизняний роман 2003 року. («Безодня»)